# Vanderbilt Commodores football
La squadra di football dei Vanderbilt Commodores rappresenta l'Università Vanderbilt. I Commodores competono nella Football Bowl Subdivision (FBS) della National Collegiate Athletics Association (NCAA) e nella Eastern Division della Southeastern Conference. Le rivalità principali sono con i Tennessee Volunteers, i Georgia Bulldogs, gli Ole Miss Rebels e i Kentucky Wildcats.

## Affiliazioni alle conference
Vanderbilt è stata affiliata alle seguenti conference.
- Independente (1890–1894)
- SIAA (1895–1921)
- Southern Conference (1922–1932)
- Southeastern Conference (1933–presente)

## Titoli nazionali
A Vanderbilt sono stati assegnati sei titoli nazionali, tuttavia nessuno di essi viene rivendicato dall'istituto.
| Stagione | Allenatore  | Record totale | Record conf. | Selettore                           |
| -------- | ----------- | ------------- | ------------ | ----------------------------------- |
| 1906     | Dan McGugin | 8–1–0         | 6–0–0        | Richard Billingsley Report          |
| 1910     | Dan McGugin | 8–0–1         | 5–0–0        | James Howell                        |
| 1911     | Dan McGugin | 8–1–0         | 5–0–0        | Richard Billingsley Report          |
| 1918     | Dan McGugin | 4–2–0         | 4–0–0        | David Wilson                        |
| 1921     | Dan McGugin | 7–0–1         | 4–0–1        | Clyde P. Berryman QPRS James Howell |
| 1922     | Dan McGugin | 8–0–1         | 3–0–0        | Clyde P. Berryman QPRS James Howell |

## Stagioni di imbattuti
Vanderbilt ha avuto otto stagioni da imbattuta nella sua storia: nel 1890, 1897, 1904, 1910, 1921, 1922, 1943 e 1944.

## Membri della College Football Hall of Fame

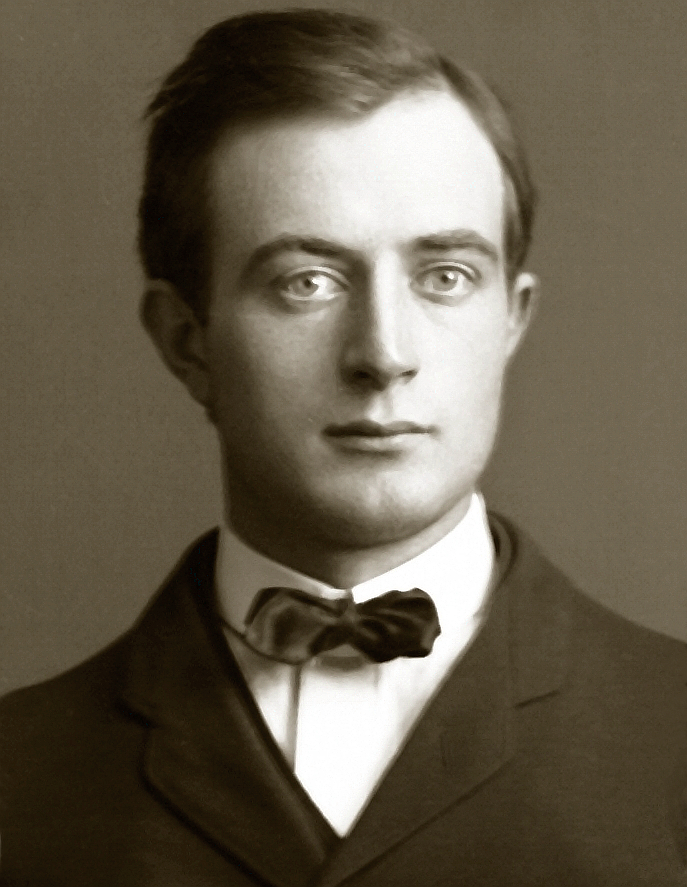
L'allenatore Dan McGugin, membro della College Football Hall of Fame

Diversi giocatori e allenatori dei Vanderbilt Commodores sono stati introdotti nella College Football Hall of Fame.

### Giocatori
| Nome           | Ruolo | Carriera        |
| -------------- | ----- | --------------- |
| John J. Tigert | HB    | 1901–1903       |
| Josh Cody      | T     | 1914–1916, 1919 |
| Lynn Bomar     | End   | 1921–1924       |
| William Spears | QB    | 1925–1927       |
| Carl Hinkle    | C     | 1935–1937       |

### Allenatori
| Name         | Carriera             |
| ------------ | -------------------- |
| Dan McGugin  | 1904–1917, 1919–1934 |
| Ray Morrison | 1918, 1935–1939      |
| Red Sanders  | 1940–1942, 1946–1948 |
| Bill Edwards | 1949–1952            |

## Consensus All-American
Vanderilt ha avuto sette selezioni condivise All-American nella sua storia. Nel 2016 Zach Cunningham è diventato il primo giocatore ad essere premiato unanimemente come All-American nella storia dei Commodores.
| Giocatore        | Anno | Ruolo |
| ---------------- | ---- | ----- |
| Lynn Bomar       | 1923 | E     |
| Hek Wakefield    | 1924 | E     |
| Pete Gracey      | 1932 | C     |
| George Deiderich | 1958 | G     |
| Jim Arnold       | 1982 | P     |
| Ricky Anderson   | 1984 | P     |
| Zach Cunningham  | 2016 | LB    |